# 彩明苑
彩明苑（英語：Choi Ming Court），為香港其中一個擁有公共屋邨及居者有其屋的屋苑，位於將軍澳第74區北調景嶺彩明街，在1998年11月動工，2001年4月25日落成入伙；屋苑項目編號為TK08NR、TK08NH。

## 歷史
彩明苑前身為調景嶺平房區海邊稱為「大坪」的區域（包括香港調景嶺中學舊址，即於1910年代倒閉的「Rennie's Mill」（倫尼氏磨坊））以及未填海的將軍澳；政府於1995年4月4日正式宣布清拆調景嶺寮屋區、隨後成為將軍澳新市鎮的其中一部份－調景嶺。同年，房委會開始著手設計彩明苑及為屋苑立項，至1998年完成填海工程後正式動工。同年7月開始地基工程，彩貴閣乃是首幢進行工程的樓宇，所有樓宇約於1999年1月完成打樁，繼而開始基座的建築工程。
屋苑興建之際曾經命名為「賽德苑」，但隨後改稱為彩明苑。
由於調景嶺發展工程由政府委託房委會進行，故此屋苑所在的「將軍澳市地段第82號」以免地價形式批出，為全港資助出售房屋的唯一特例。
彩明苑由房屋署總建築師（2）負責設計；並且由三個承建商承建、住宅方面詳見下表；多層停車場大廈由香港寶嘉建築承建、中小學由金門建築承建。出租公屋部份於2018年下半年進行外牆翻油工程，承辦商為聯力建築。

## 屋苑資料

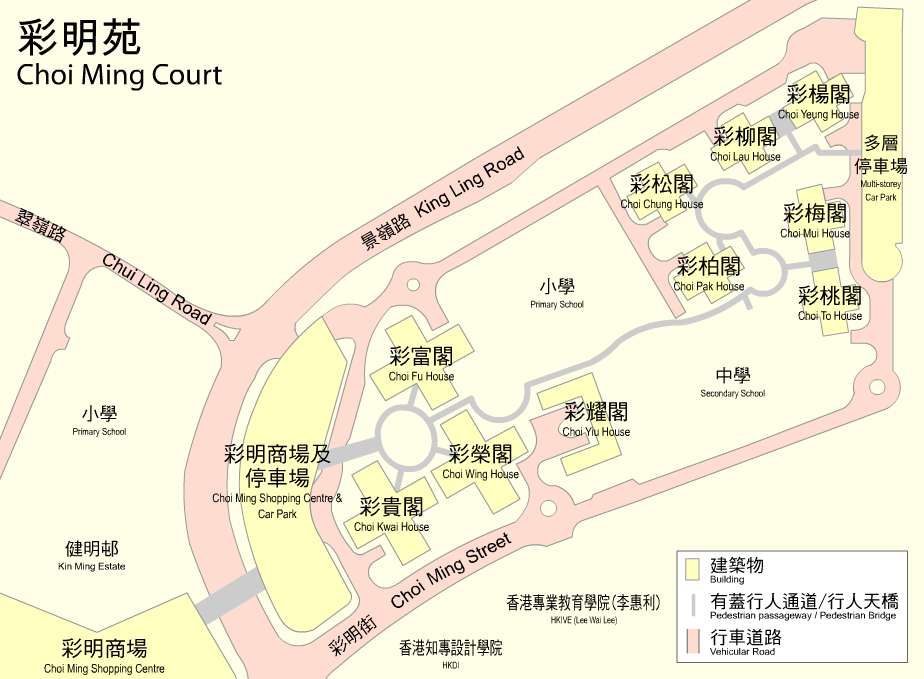
彩明苑及附近地圖

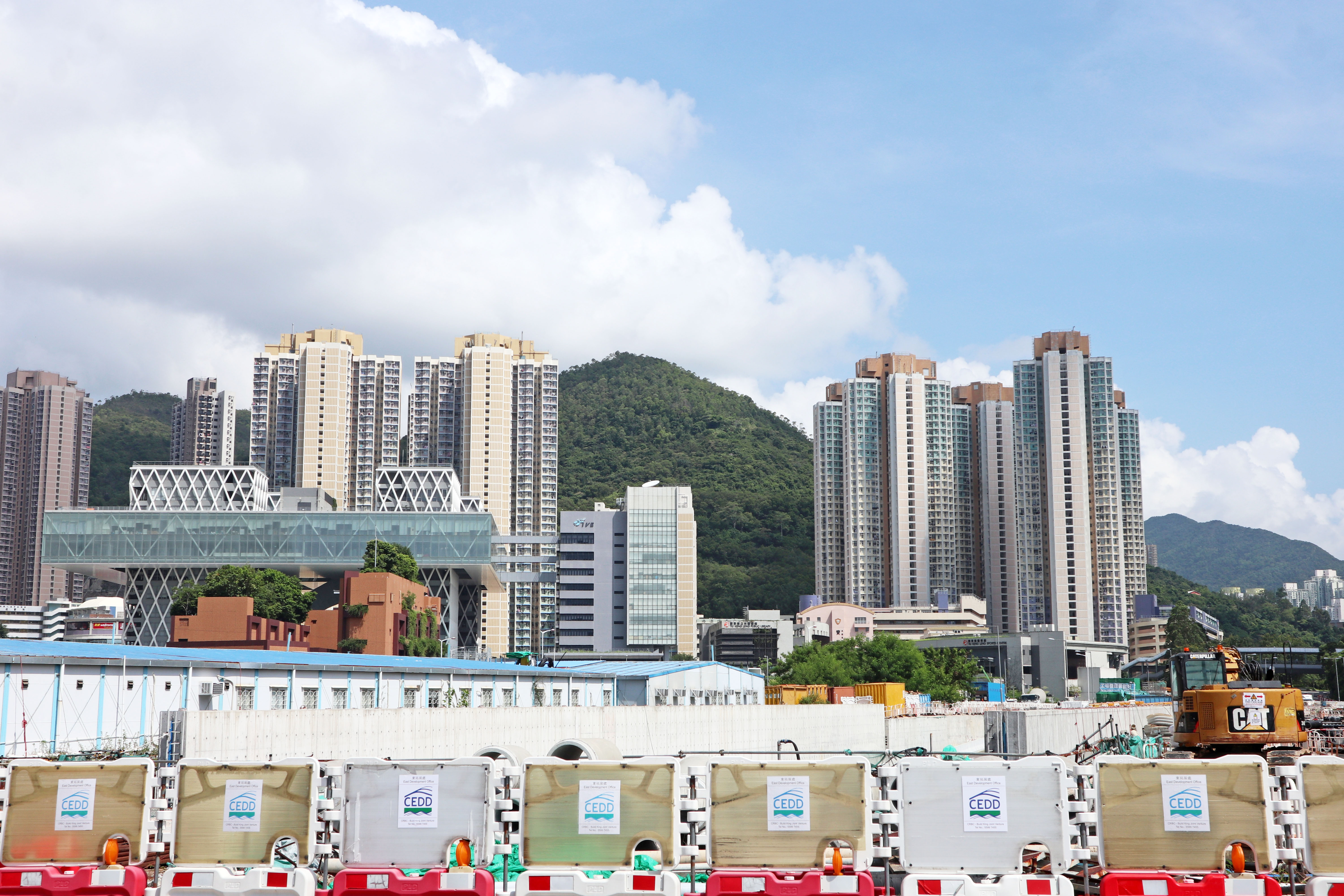
彩明苑各座大廈（2020年8月）

屋苑所在地段為「將軍澳市地段第82號」，2001至2023年期間管理公司為佳定物業管理有限公司，2023年中起，改由昇捷服務有限公司負責管理及保養屋苑內的公共設施。目前已成立業主立案法團；全部樓宇均設置自動垃圾收集系統，清潔工人可利用垃圾收集槽，將垃圾運到屋苑邊垂位置、彩明商場地下的處理中心，減少異味。彩明苑亦已實施建築物水安全計劃並獲水務署頒發「大廈優質供水認可計劃－食水（管理系統）」金證書。
另外，彩富、彩貴以及彩榮閣曾一度納入可租可買計劃，並曾打算在第二期推出，後來因資助出售房屋計劃重整而被腰斬，改回出租公屋。

### 樓宇詳情
| 樓宇名稱（座號）      | 門牌號碼    | 樓宇類型                    | 落成年份 | 樓宇層數 （住宅層數) | 每層伙數                         | 每座單位總數（伙） | 建築師              | 承建商                            | 提供升降機的廠商 | 樓宇用途       | 期數 |
| --------------------- | ----------- | --------------------------- | -------- | -------------------- | -------------------------------- | ------------------ | ------------------- | --------------------------------- | ---------------- | -------------- | ---- |
| 彩楊閣（A座）         | 彩明街11A號 | 康和一型第一款              | 2001年   | 41（40）             | 8                                | 320                | 房屋署總建築師（2） | 香港寶嘉建築                      | 通力             | 居者有其屋計劃 | 4    |
| 彩柳閣（B座）         | 彩明街11B號 | 康和一型第一款              | 2001年   | 41（40）             | 8                                | 320                | 房屋署總建築師（2） | 香港寶嘉建築                      | 通力             | 居者有其屋計劃 | 4    |
| 彩松閣（C座）         | 彩明街11C號 | 康和一型第一款              | 2001年   | 41（40）             | 8                                | 320                | 房屋署總建築師（2） | 香港寶嘉建築                      | 通力             | 居者有其屋計劃 | 4    |
| 彩柏閣（D座）         | 彩明街11D號 | 康和一型第一款              | 2001年   | 41（40）             | 8                                | 320                | 房屋署總建築師（2） | 香港寶嘉建築                      | 通力             | 居者有其屋計劃 | 4    |
| 彩桃閣（E座）         | 彩明街11E號 | 康和一型第一款              | 2001年   | 41（40）             | 8                                | 320                | 房屋署總建築師（2） | 香港寶嘉建築                      | 通力             | 居者有其屋計劃 | 4    |
| 彩梅閣（F座）         | 彩明街11F號 | 康和一型第一款              | 2001年   | 41（40）             | 8                                | 320                | 房屋署總建築師（2） | 香港寶嘉建築                      | 通力             | 居者有其屋計劃 | 4    |
| 彩富閣（G座／第1座）  | 彩明街3A號  | 和諧一型第五款 （第三代半） | 2001年   | 41（40）             | 20（1-18樓，20-40樓） 19（19樓） | 799                | 房屋署總建築師（2） | 保華建業集團                      | 通力             | 租住屋邨       | 2    |
| 彩貴閣（H座／第2座）  | 彩明街3B號  | 和諧一型第六款 （第三代半） | 2001年   | 41（40）             | 20（1-18樓，20-40樓） 19（19樓） | 799                | 房屋署總建築師（2） | 保華建業集團                      | 通力             | 租住屋邨       | 2    |
| 彩榮閣（J座／第3座）  | 彩明街3C號  | 和諧一型第六款 （第三代半） | 2001年   | 41（40）             | 20（1-18樓，20-40樓） 19（19樓） | 799                | 房屋署總建築師（2） | 保華建業集團                      | 通力             | 租住屋邨       | 2    |
| 彩耀閣（K座／第N3座） | 彩明街3D號  | 小型單位大廈四型            | 2001年   | 21（20）             | 20                               | 400                | 房屋署總建築師（2） | 金門建築 （地基承建商為中國建築） | 乘賓（Sabiem）   | 租住屋邨       | 3    |

（註：上述座號是以房屋署Estate Property的記錄及房屋署圖則查閱網為依歸。）
以下是彩明苑項目內其他建築，但因為並非住宅用途，故此不列在上表：
- 第一期為彩明商場
- 第三期設有一間小學（港澳信義會明道小學）及一間中學（寶覺中學）
- 第四期有一座多層停車場大廈，地下及天台設有康樂設施

### 藝術裝置
屋苑共設置了兩個雕塑，分別是：

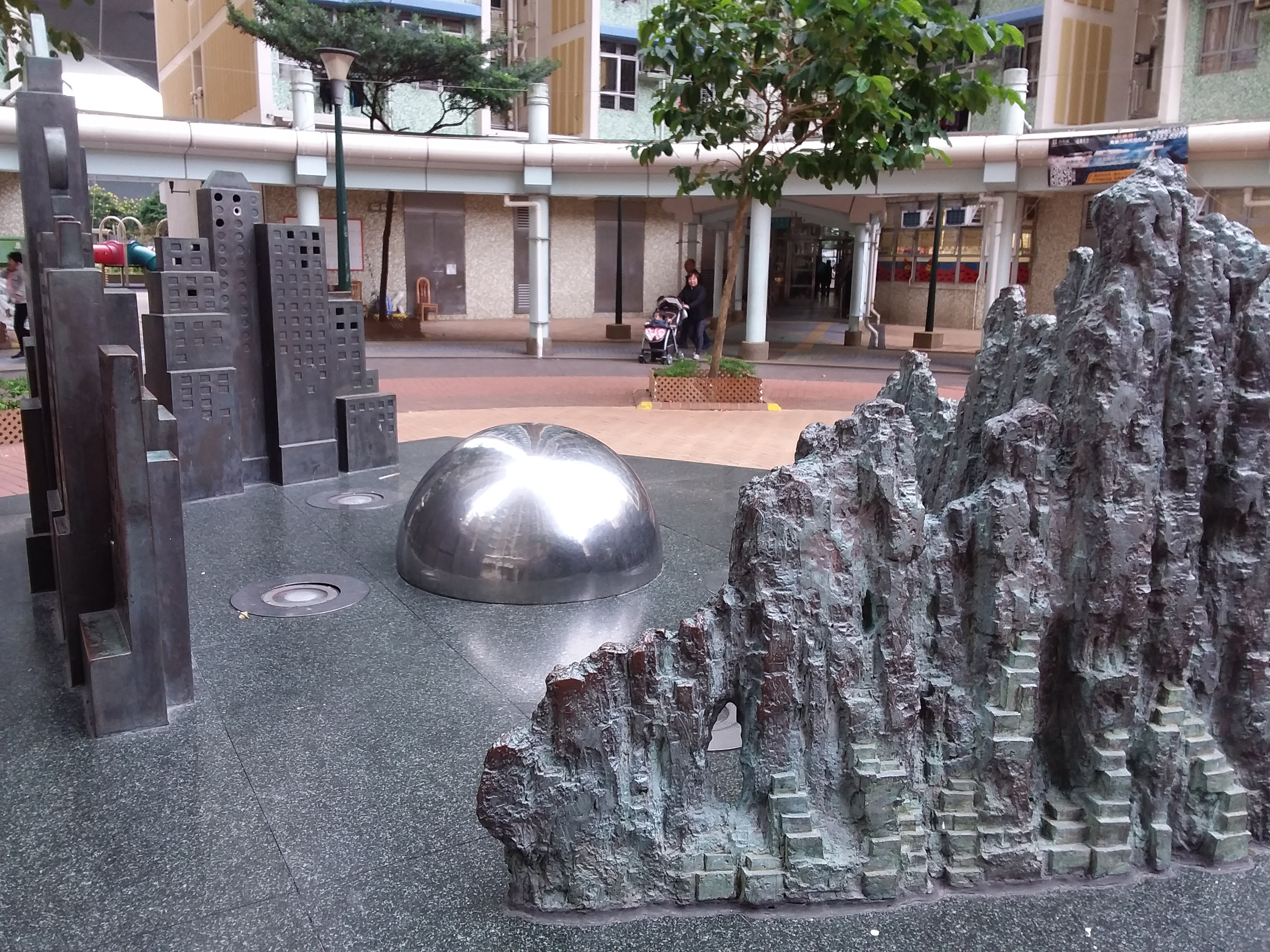
近攝主題爲調景嶺今昔的雕塑，可見有一個半圓狀金屬體在裝置中間。

- 安放於彩明商場入口對出空地（約為前調景嶺碼頭所在）：以高矮不一的垂直大廈（象徵重建後的新市鎮）、一些低矮小屋、山嶺（象徵昔日調景嶺）和一個半圓組成[23]，是附近街坊的理想「遊樂場」。
- 安放於彩栢閣、彩松閣前面、兒童遊樂場約8時位置（約為大坪舊址所在）：以三個凹凸不平的「C」字組成。雕塑主要以銅製造，「C」上下相疊，在重疊處有一個鏡面球體，形成一個含珠的阿拉伯數字「3」。

### 相片集

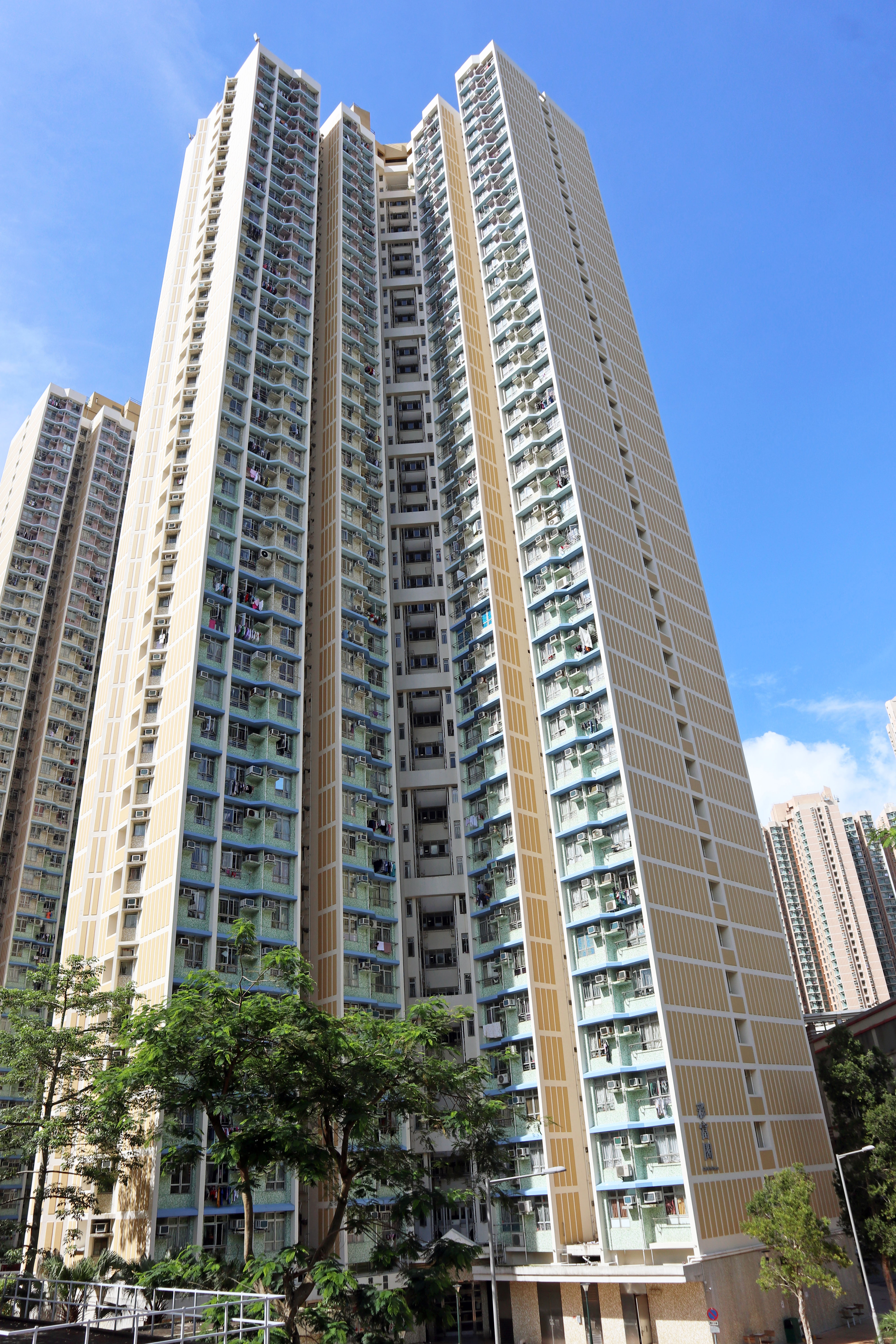
翻油後的彩富閣（2020年6月）
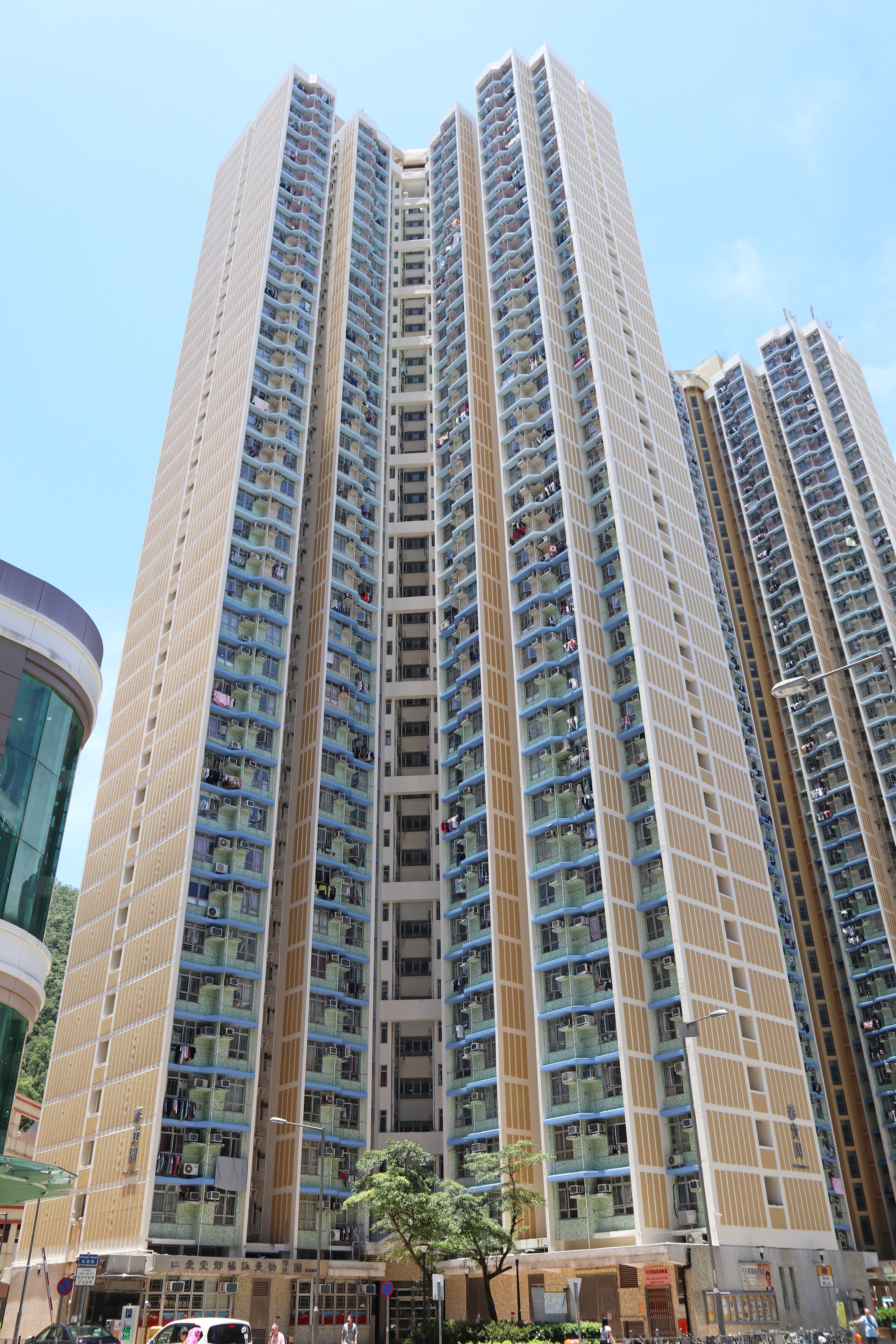
翻油後的彩貴閣（2019年6月）
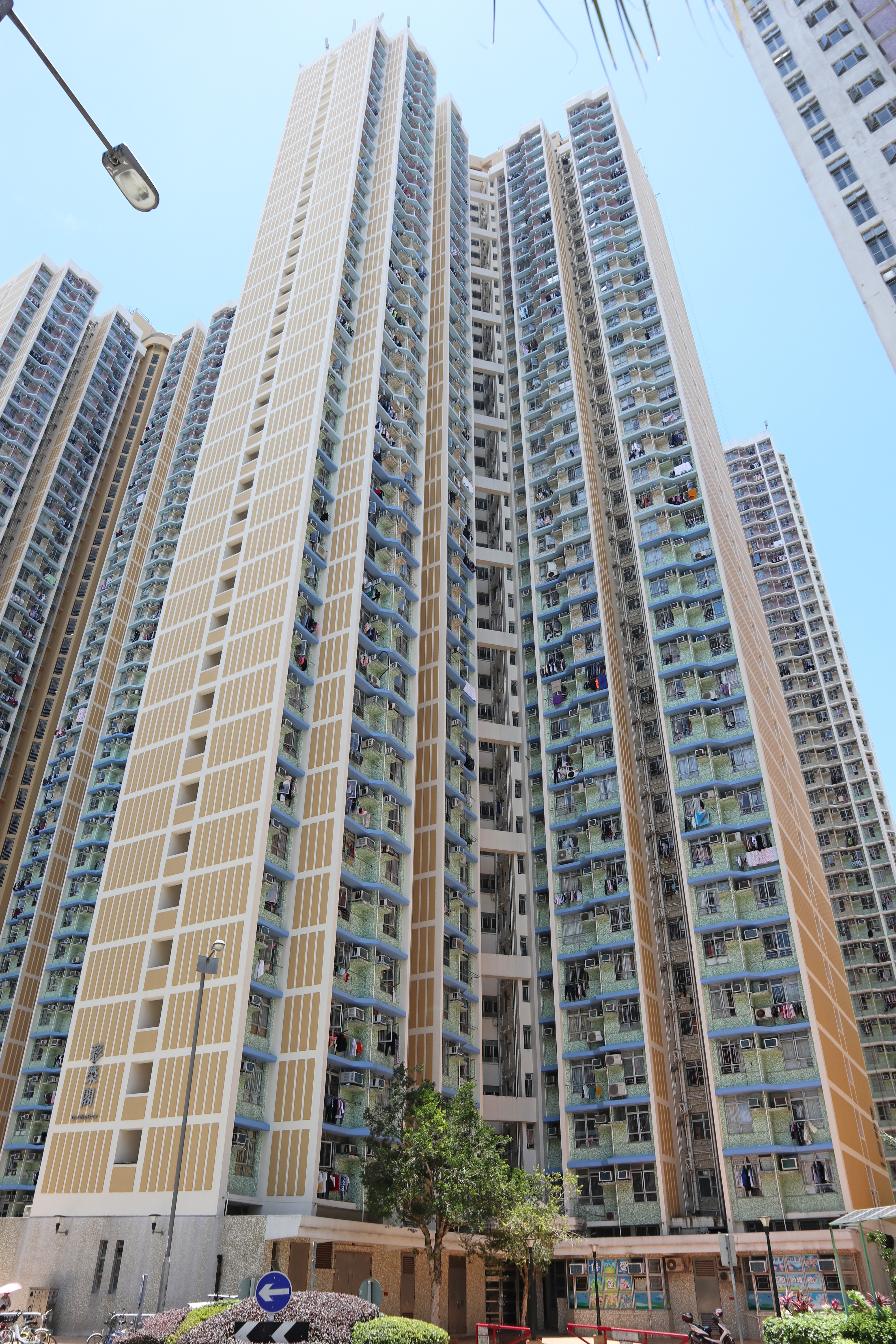
翻油後的彩榮閣（2019年6月）
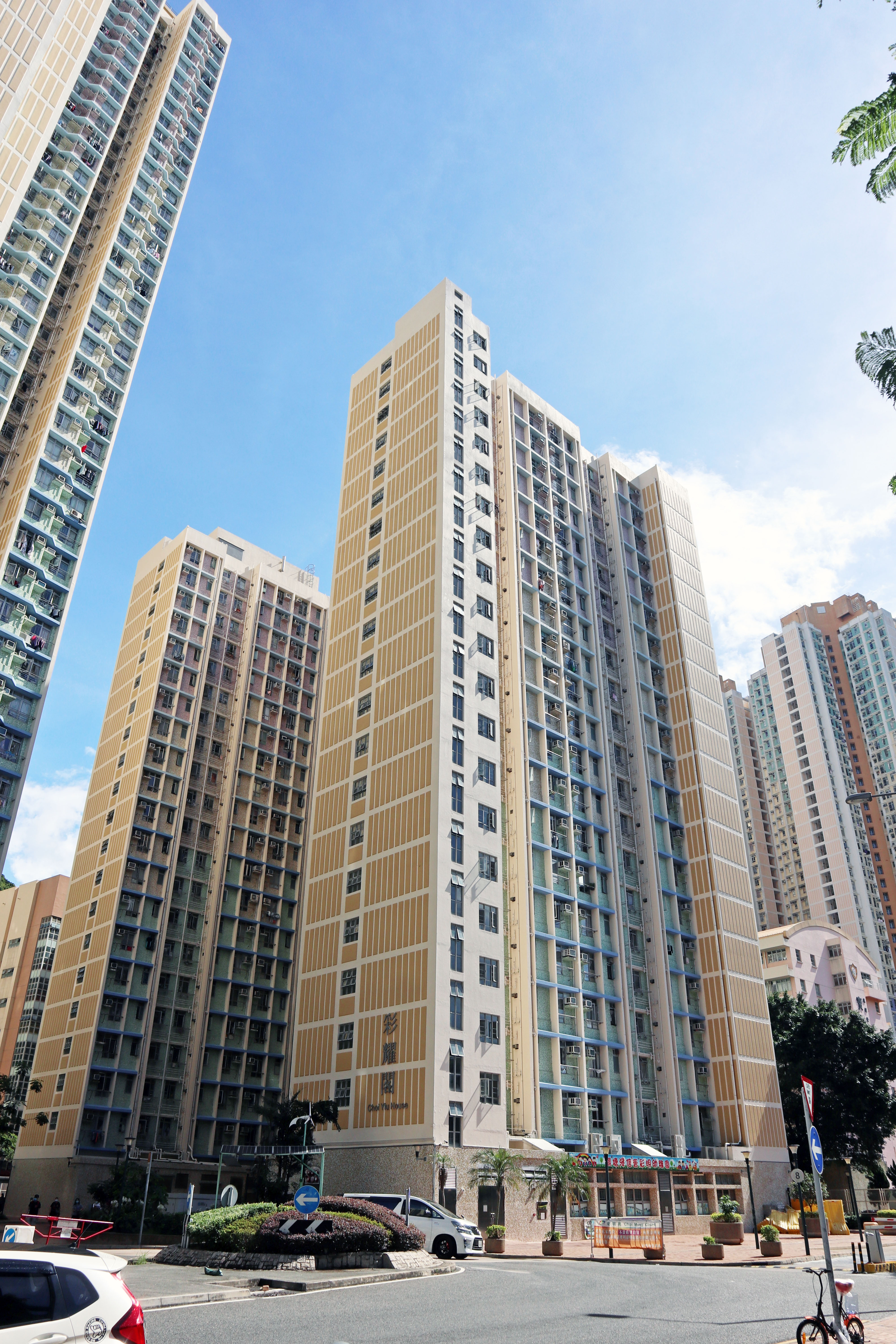
翻油後的彩耀閣（2020年6月）
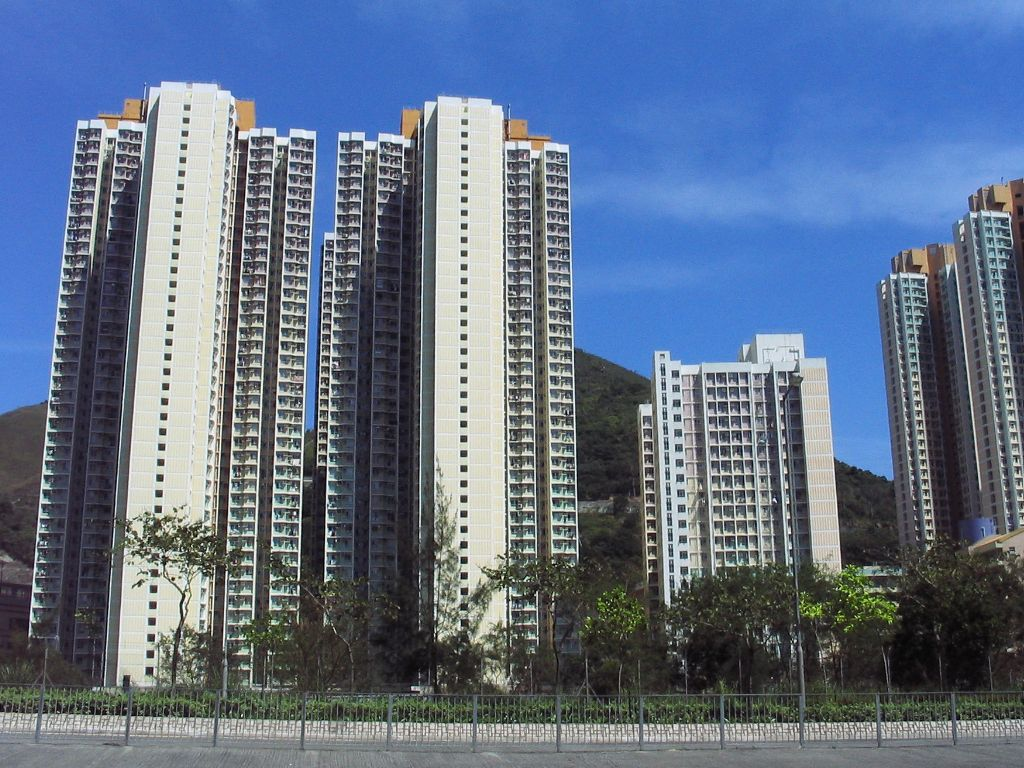
彩明苑出租公屋大廈（2007年4月）
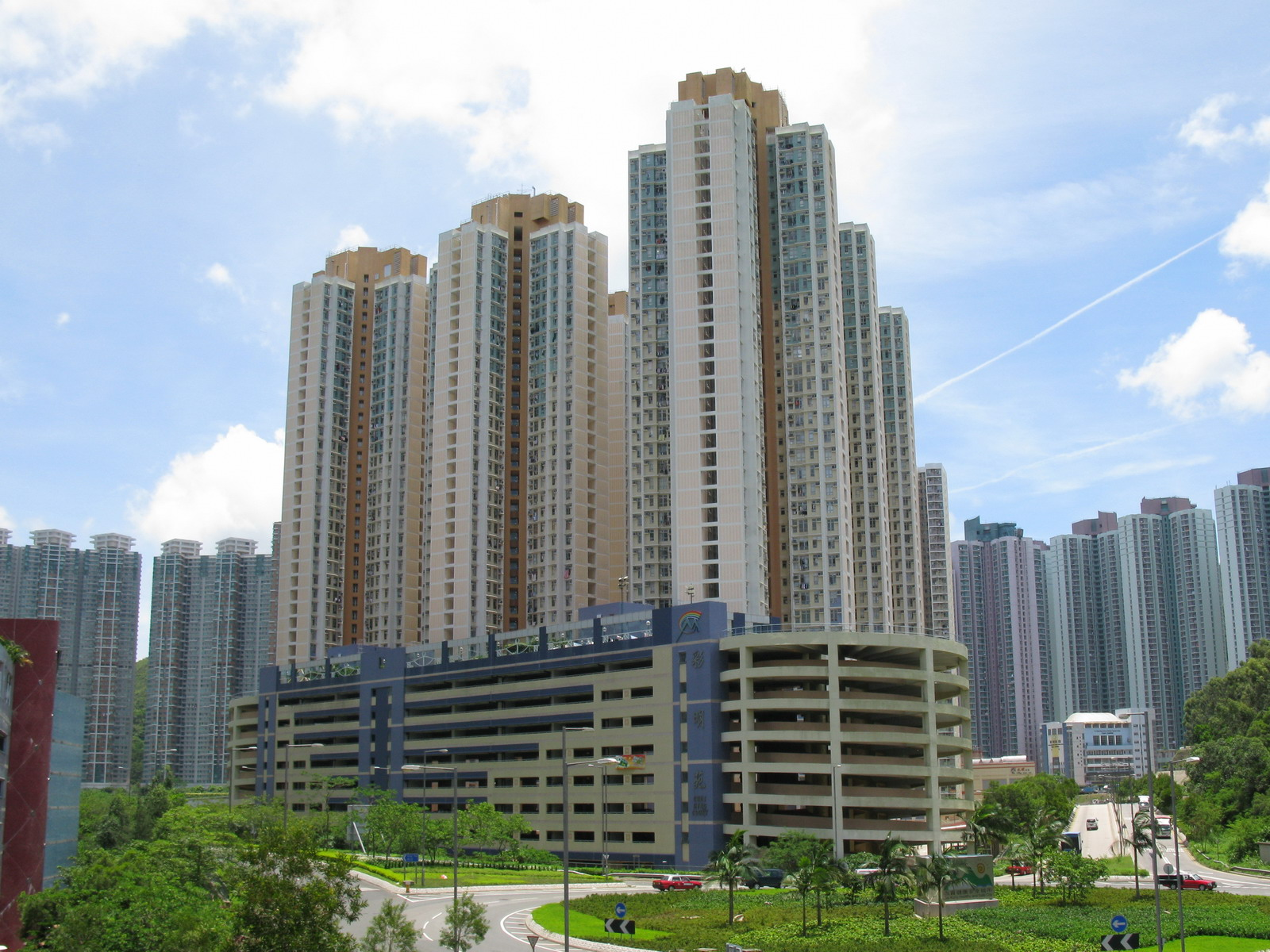
彩明苑居屋大廈及多層停車場大廈（2008年）
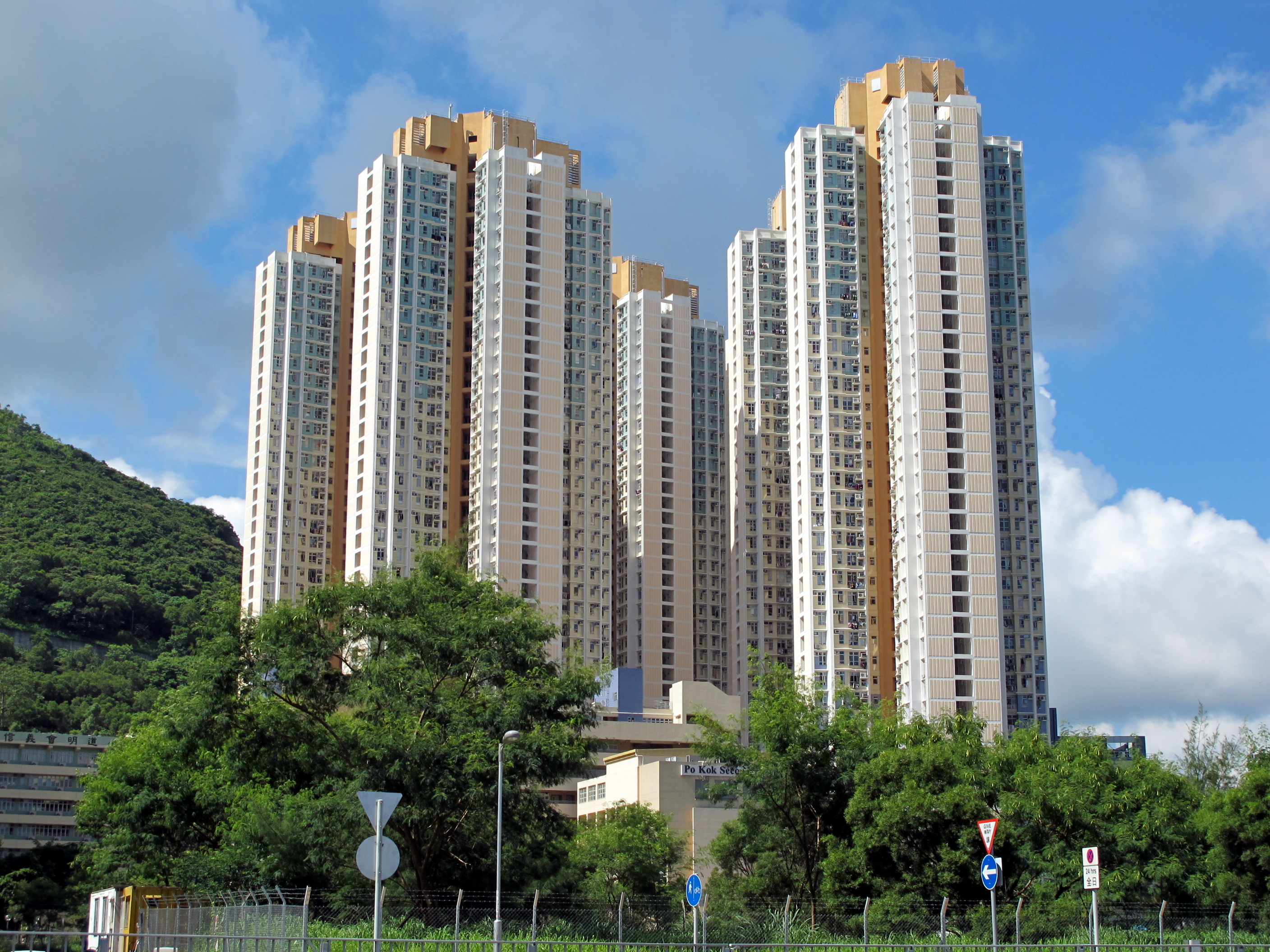
彩明苑居屋大廈（2010年9月）
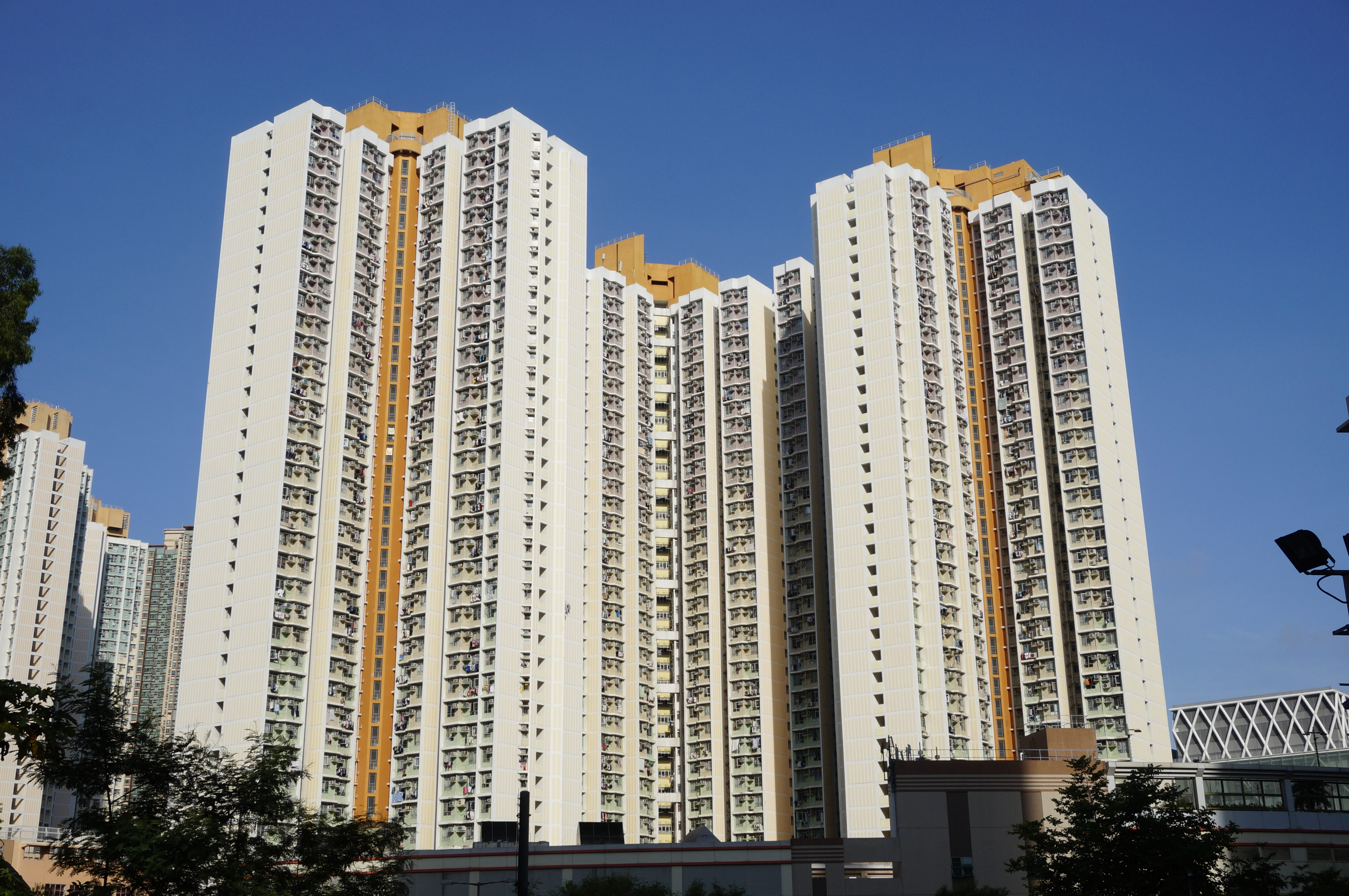
翻油前的彩明苑出租公屋大廈（2015年7月）
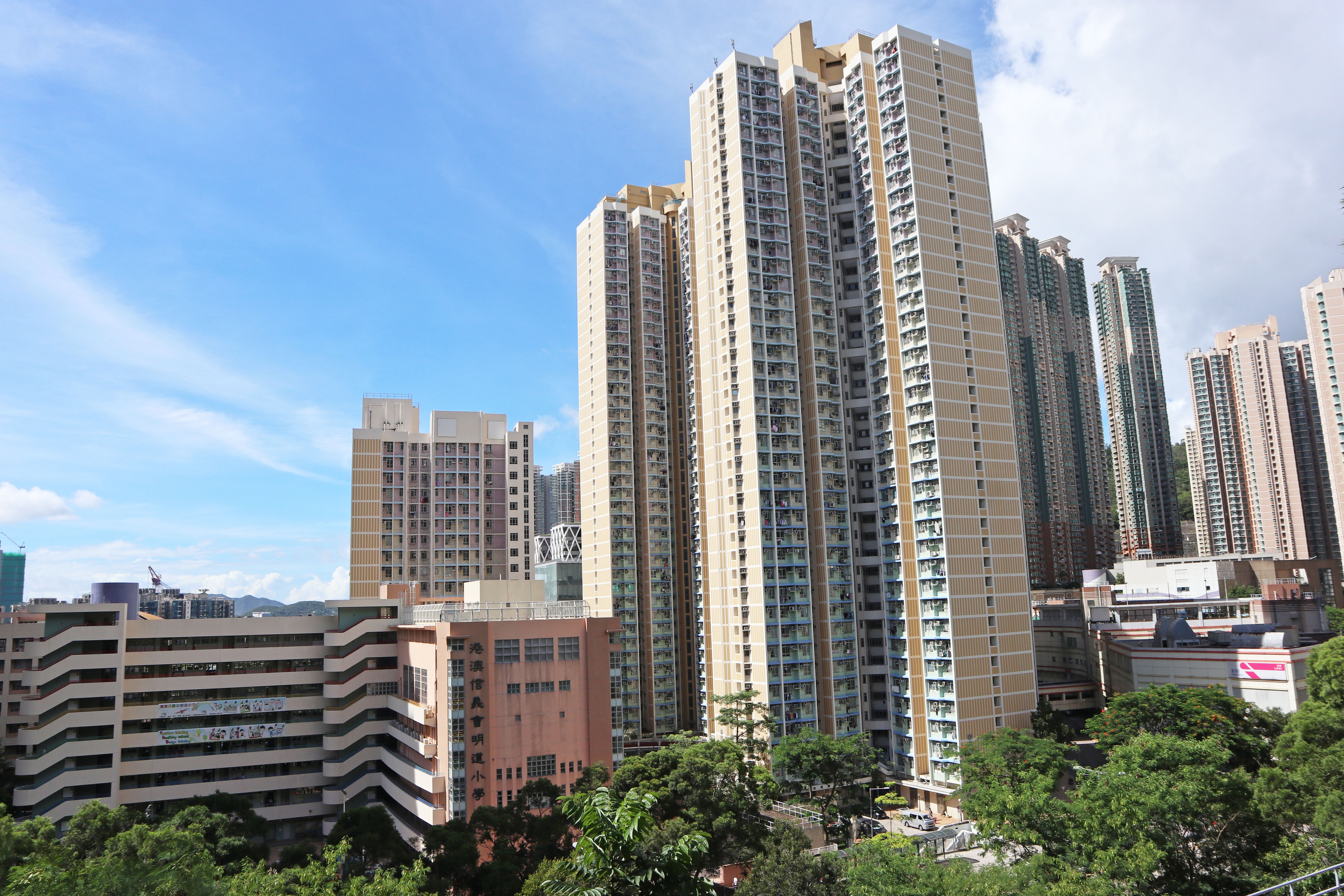
翻油後的彩明苑出租公屋大廈（2020年6月）
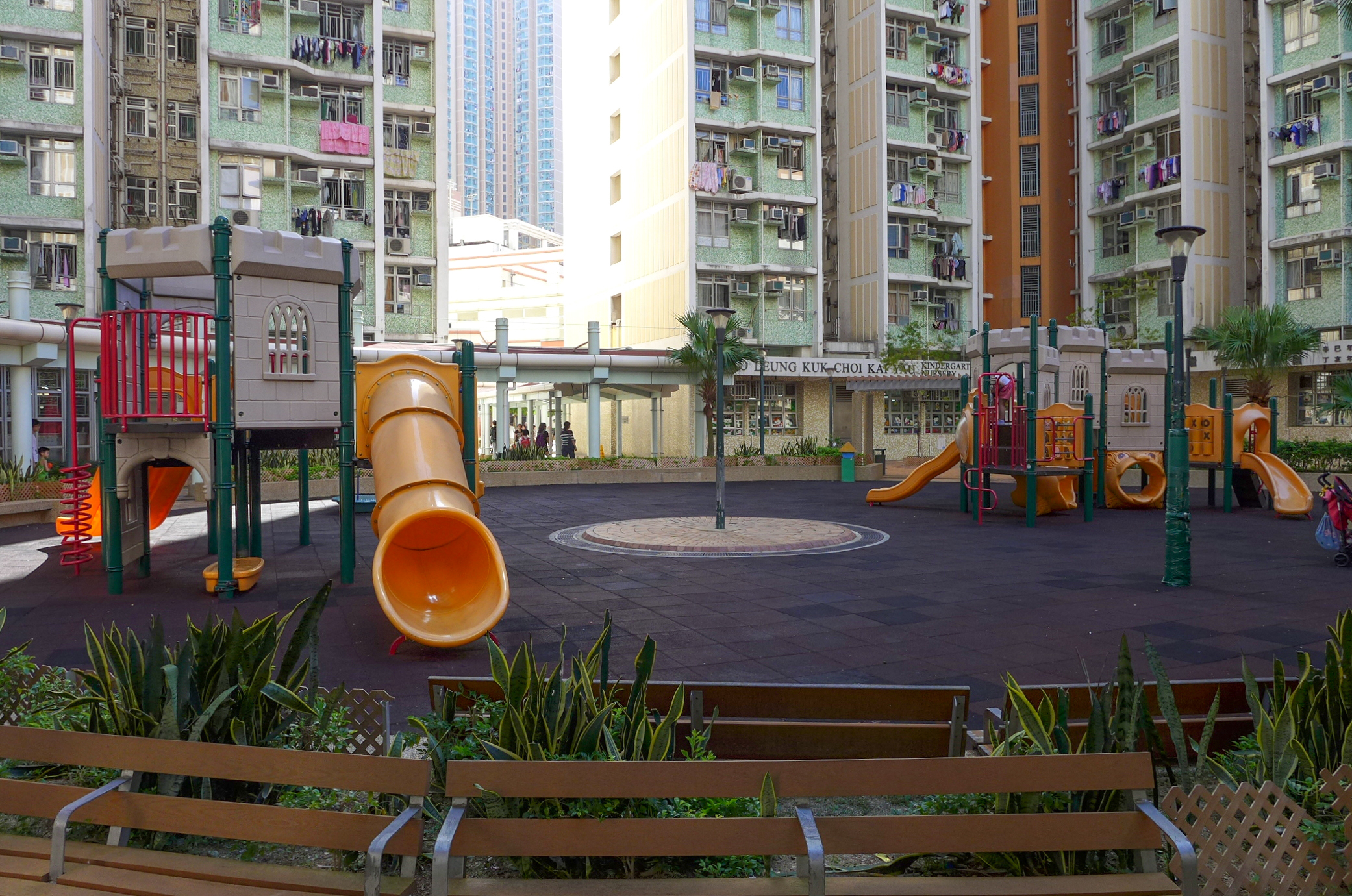
彩明苑內的兒童遊樂場
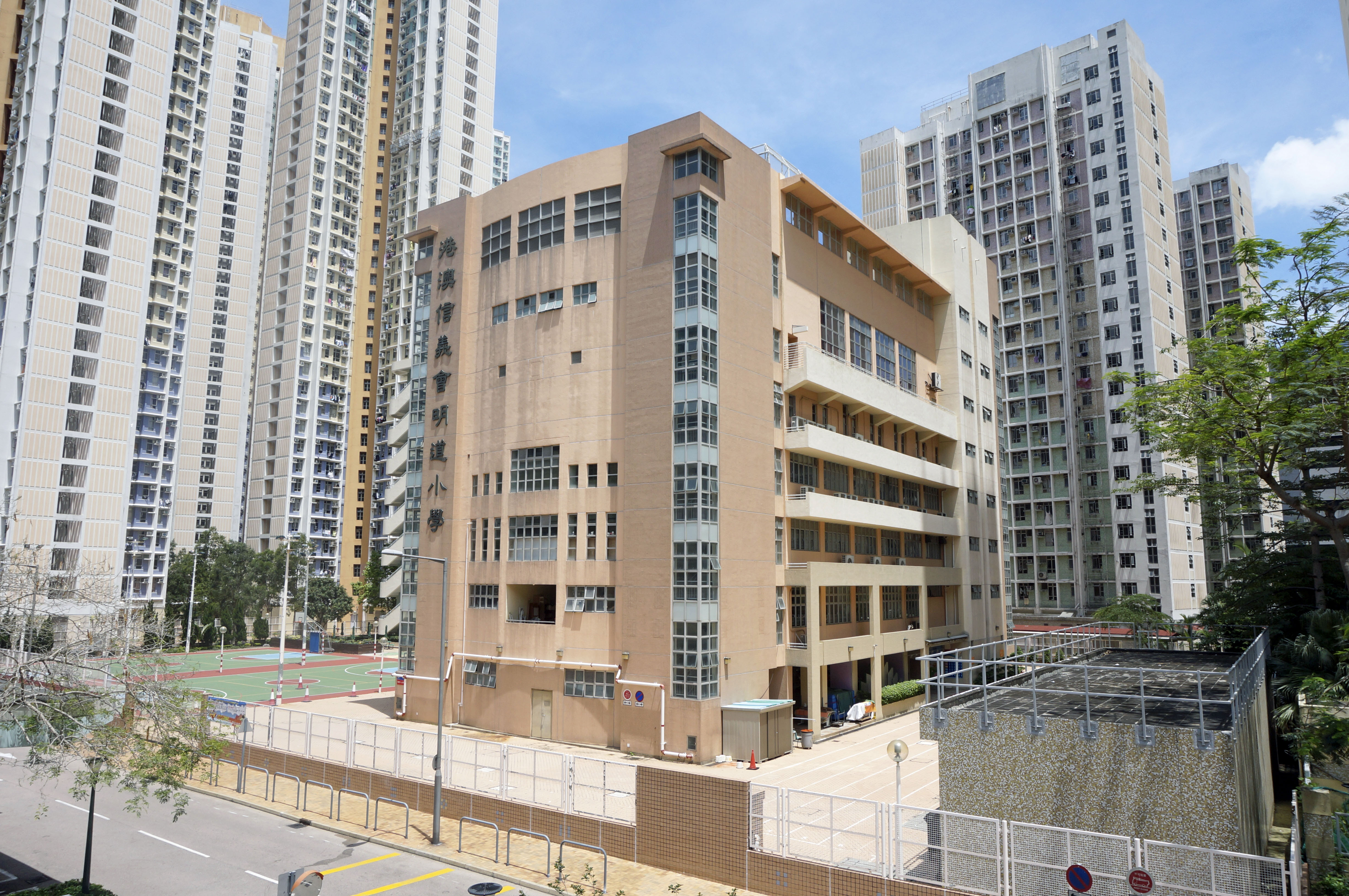
港澳信義會明道小學及彩明苑（2018年5月）
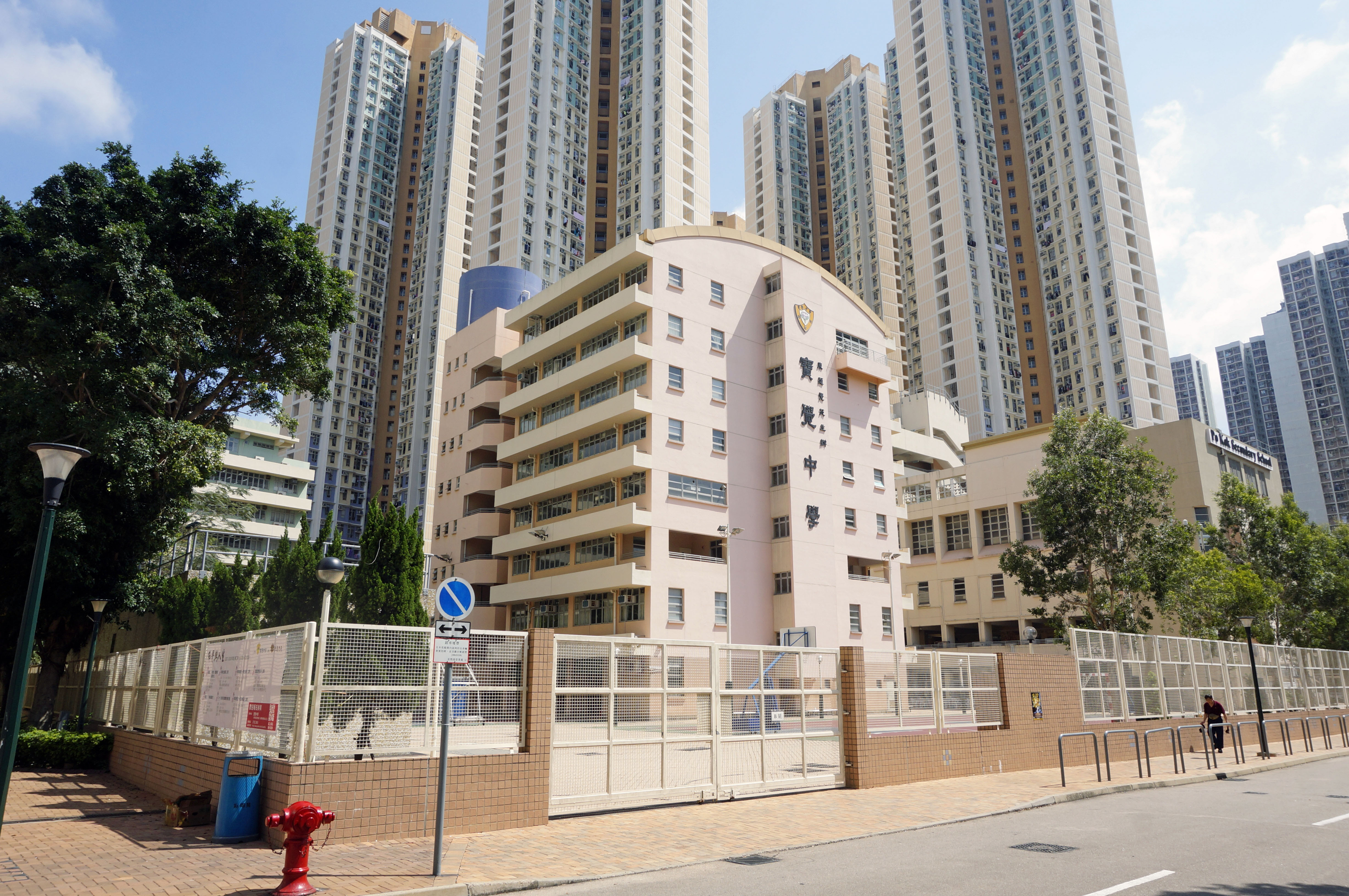
寶覺中學（2018年5月）

#### 彩明商場

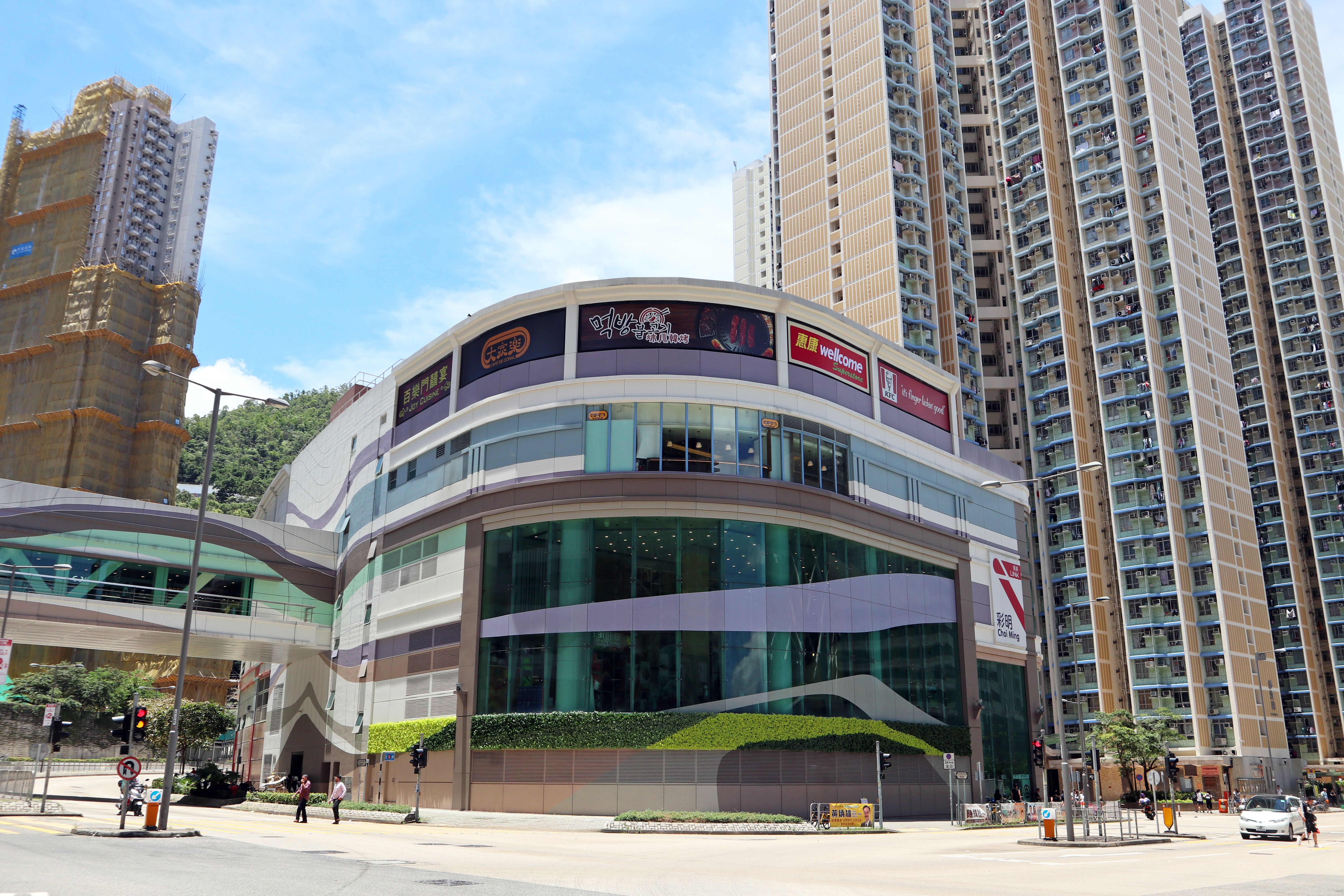
彩明商場一期（2019年6月）
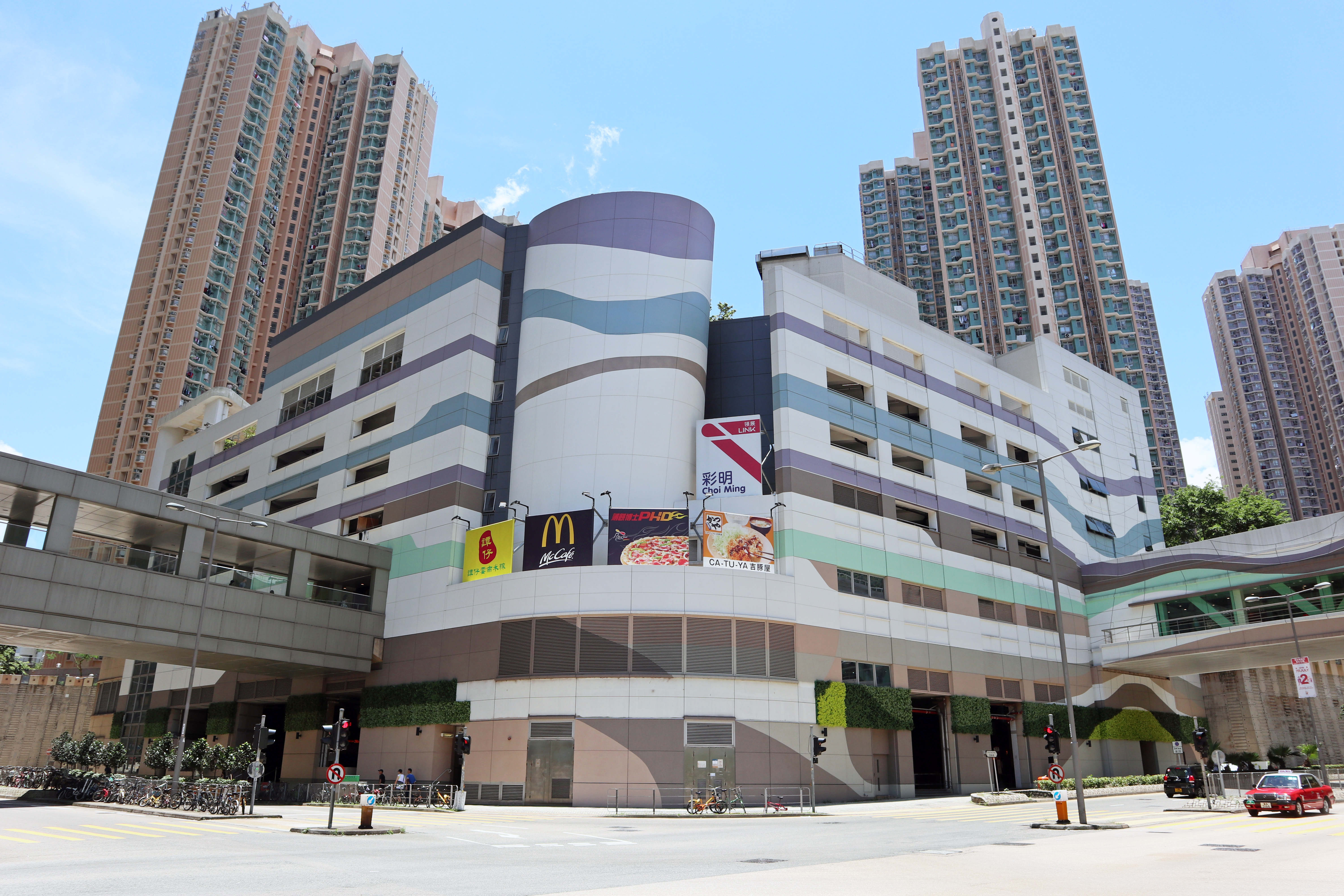
彩明商場二期（2019年6月）
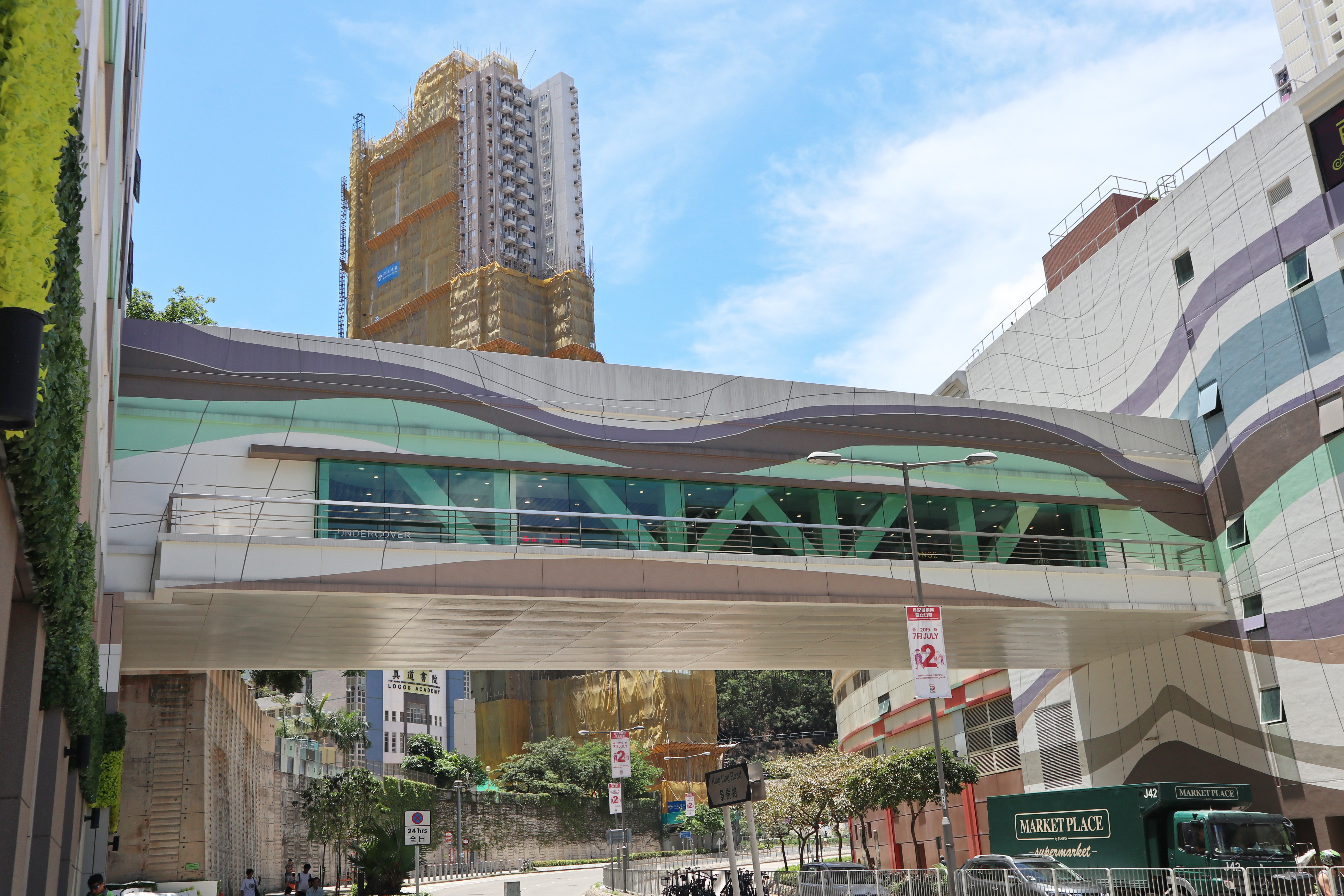
連接彩明商場一期及二期的行人天橋，後方為資助房屋項目計劃翠嶺峰（2019年6月）

## 毗鄰康樂與教育設施

### 幼稚園
- 仁愛堂鄧楊詠曼幼稚園 （页面存档备份，存于）（2001年創辦）（位於彩明苑彩貴閣地下）
- 觀塘浸信會彩明幼稚園 （页面存档备份，存于）（2001年創辦）（位於彩明苑彩耀閣地下）
- 香港神託會培恩幼稚園 （页面存档备份，存于）（2001年復辦）（位於彩明苑彩榮閣地下；舊址位於樂華邨）
- 保良局蔡繼有幼稚園暨幼兒園 （页面存档备份，存于）（2002年創辦）（位於彩明苑彩富閣B及C座地下）[註 7] [24]

### 小學
- 港澳信義會明道小學（1991年創辦）

### 中學
- 寶覺中學（1951年創辦，2001-03年分階段遷入）

### 專上學院
- 香港知專設計學院
- 香港專業教育學院（李惠利）

### 圖書館
- 調景嶺公共圖書館

### 體育館
- 調景嶺體育館

## 鄰近
- 健明邨
- 唐明苑
- 都會駅
- 城中駅
- 翠嶺峰
- 真道書院
- 萬鈞匯知中學
- 將軍澳香島中學
- 聖方濟各大學
- 將軍澳中心
- 尚德邨

## 著名居民
- 何民傑：林鄭月娥競選辦公室顧問，前任彩健區議員，前彩明苑業主立案法團主席
- 吳東河：民建聯成員 [25]
- 黃台仰：前本土民主前線召集人，香港首名政治難民

## 事件

### 意外
2007年5月6日，一位7歲踏單車小童，在調景嶺彩明苑彩富閣對開迴旋處被無牌駕駛青少年輾斃。
2007年9月29日，彩榮閣26樓一單位發生火警，至少造成1人死亡，6人受傷。死者為一名11歲男童。
2008年4月，領展將一幅印有商場優惠的大型宣傳海報懸掛於停車場外牆，先前未有獲得地政總署許可，亦違反房委會租約。有關部門得知後去信示移走海報，但不果。該海報直至一個月後才被清除。
2009年11月13日，彩貴閣的一名男子在回家時，發現自己沒有帶鎖匙，由地下沿大廈水渠爬至12樓回家。被大廈保安員發現，保安員試圖勸阻不果，唯有報警。其後警方發現，他涉嫌在攀爬過程中，踩爛了地下外牆對上的一個三角鐵，遂上樓將他帶返警署，案件列作刑事毀壞處理。
2010年7月12日，彩貴閣12樓一單位有夫婦，疑為爛賭問題爭吵，丈夫情緒激動取菜刀狂斬妻子，致頸部中刀大量出血死亡。警員到場將丈夫拘捕，其後轉送青山醫院檢查。
2013年9月9日，彩貴閣十一樓一個單位的一對50多歲蘇姓夫婦，在家中疑為感情及金錢問題爭拗，其後越吵越烈。有人氣憤下取出菜刀襲擊妻子，妻子被人狂斬多刀倒地慘死，丈夫疑殺妻後畏罪上吊身亡。
2015年10月23日早上11時許，一名15歲姓林少年被發現身穿睡衣，在調景嶺彩明苑彩柏閣高處墮下，倒臥大廈對開行人通道上蓋，送院搶救後，於11時54分證實不治。警方在現場未有檢獲遺書，經初步調查後認為事件無可疑。據悉，死者生前患有情緒病。
2016年1月27日，一名19歳少女疑因私人問題與人爭執後，於晚上6時許在彩榮閣高處墮下，倒臥大廈對開路面，送院後證實死亡。

### 物管經理挪用半億元公款案
2021年6月，彩明苑業主立案法團爆出達半億元的款項疑遭人非法挪用，事後法團及屋苑管理公司報警求助，一名48歲男子事後被警方拘捕，懷疑與案件有關。而法團原定在7月8日晚上召開實體會議，不過法團主席何民傑指有機會違反限聚令為由，最後改為以Zoom網上視像形式進行，並透過YouTube交代事件，有關做法引起不少街坊不滿，認為事件感到荒謬，不少疑問仍然未有解答。有住戶更表示不再信任現屆法團。而街坊組織「關注彩明」在停車場對開舉行交流會，讓居民表達意見。到7月10日，一直未有現身的法團主席何民傑，聯同民政處、房屋署和領展代表召開管委會會議，不過他沒有正面回應業主提問便離開。「關注彩明」關注組成員表示不會加入現屆管委會，希望遣散現屆法團，並計劃另組法團。